# Бабынино (станция)
Бабы́нино — станция Московской железной дороги в посёлке Бабынино, административном центре Бабынинского района Калужской области. Открыта в 1899 году.

## Описание
Расположена на электрифицированном постоянным током (3кВ) участке Тихонова Пустынь — Сухиничи-Главные Московской железной дороги. Входит в Московско-Смоленский центр организации работы железнодорожных станций (ДЦС-3) Московской дирекции управления движением ОАО РЖД. По
объёму работы отнесена к 4 классу.
Имеется кирпичное здание железнодорожного вокзала с кассами и буфетом. Две низкие пассажирские платформы (боковая и островная), соединённые между собой пешеходным переходом с деревянным настилом.

## История
7 (19) июня 1895 года было утверждено третье дополнение к уставу Киево-Воронежской железной дороги, согласно которому обществу присваивалось наименование «Общество Московско-Киево-Воронежской железной дороги» и предписывалось, в частности, построить железнодорожную линию от Брянска до Москвы через Сухиничи и Малоярославец.
К весне 1899 года все работы на участке от Брянска до Москвы были практически завершены. Даты открытия несколько раз переносились, но 1 (13) августа 1899 года станция Бабынино была торжественно открыта одновременно со всеми участками от Москвы до Брянска.
Вскоре при станции стали появляться жилые дома и хозяйственные постройки железнодорожников, обслуживающих станцию. Железная дорога прошла в полутора километрах от старинного русского села Бабынино, которое и дало название станции и посёлку при ней. После запуска регулярного движения на железной дороге, в новом посёлке стали селиться рабочие, служащие-железнодорожники, торговцы. К 1920 году в нём было уже 12 домохозяйств и 35 жителей. В 1929 году посёлок при станции Бабынино становится административным центром вновь образованного района Московской области.
В годы Великой Отечественной войны станция и посёлок были оккупированы с октября по декабрь 1941 года. 29 декабря части 413-й и 217-й стрелковых дивизий 50-й армии генерал-лейтенанта Болдина в ходе проведения Калужской наступательной операции овладели станцией и близлежащими населёнными пунктами.

## Пассажирское движение
На станции останавливаются все пригородные электропоезда, следующие до Калуги и Сухиничей. Поезда дальнего следования остановки в Бабынино не имеют.

## Комментарии
1. ↑  На 9 мая 2021 года данные о точных границах региона (отделения) не публиковались в официальных источниках.
2. ↑  Наименование железной дороги с 1893 и до середины 1895 года.
3. ↑  С 5 июля 1944 года в составе Калужской области